# MN Большого Пса
MN Большого Пса (лат. MN Canis Majoris), HD 55885 — одиночная переменная звезда в созвездии Большого Пса на расстоянии (вычисленном из значения параллакса) приблизительно 13511 световых лет (около 4143 парсеков) от Солнца. Видимая звёздная величина звезды — от +9,7m до +9,53m.

## Характеристики
MN Большого Пса — бело-голубой гигант, пульсирующая переменная Be-звезда (BE) спектрального класса B0,5III или B0/1III.